# رولان راينر
رولان راينر (بالألمانية: Roland Rainer)‏ (و. 1910 – 2004 م) هو مهندس معماري، وأستاذ جامعي من النمسا . ولد في كلاغنفورت .
وهو عضو في الحزب النازي .
توفي في فيينا .

## التعليم
تعلم في Vienna University of Technology

## أعمال بارزة
من أهم أعماله:
- Bremen-Arena
- Wiener Stadthalle
- Friedrich-Ebert-Halle.

## مناصب وهيئات
أدار جامعة ميونخ التقنية، وجامعة براونشفايغ التقنية، ومعهد برلين للتكنولوجيا، وجامعة هانوفر.

## جوائز
حصل على جوائز منها:
- Ring of Honour of the city Wien.